# Davidite-(La)
La davidite-(La) è un minerale appartenente al gruppo della crichtonite.